# Svitlana Spiriujova
Svitlana Anatolivna Spiriujova –en ucraniano, Світлана Анатоліївна Спірюхова– (Nikoláyev, URSS, 5 de abril de 1982) es una deportista ucraniana que compitió en remo.
Ganó una medalla de oro en el Campeonato Mundial de Remo de 2009 y cuatro medallas de oro en el Campeonato Europeo de Remo entre los años 2007 y 2011.
Participó en los Juegos Olímpicos de Pekín 2008, ocupando el cuarto lugar en la prueba de cuatro scull.

## Palmarés internacional
| Campeonato Mundial | Campeonato Mundial  | Campeonato Mundial | Campeonato Mundial |
| Año                | Lugar               | Medalla            | Prueba             |
| ------------------ | ------------------- | ------------------ | ------------------ |
| 2009               | Poznań (Polonia)    | Medalla de oro     | Cuatro scull       |
| Campeonato Europeo |                     |                    |                    |
| Año                | Lugar               | Medalla            | Prueba             |
| 2007               | Poznań (Polonia)    | Medalla de oro     | Cuatro scull       |
| 2008               | Maratón (Grecia)    | Medalla de oro     | Cuatro scull       |
| 2009               | Brest (Bielorrusia) | Medalla de oro     | Cuatro scull       |
| 2011               | Plovdiv (Bulgaria)  | Medalla de oro     | Cuatro scull       |